# آلفرد برک
آلفرد برک (انگلیسی: Alfred Burke; ۲۸ فوریهٔ ۱۹۱۸ – ۱۶ فوریهٔ ۲۰۱۱) هنرپیشه اهل بریتانیا بود. وی بین سال‌های ۱۹۴۶ تا ۲۰۰۸ میلادی فعالیت می‌کرد.
از فیلم‌ها یا برنامه‌های تلویزیونی که وی در آن نقش داشته‌است می‌توان به هری پاتر و تالار اسرار، نگهبان، نانی، در ضرب، و سکوت خشمناک اشاره کرد.